# Hosnyánszky Norbert
Hosnyánszky Norbert (Budapest, 1984. március 4. –) olimpiai, világ- és Európa-bajnok vízilabdázó.

## Pályafutása
A BVSC-ben kezdett vízilabdázni. Innen a Ferencvároshoz igazolt. Már 16 évesen az OB I-ben szerepelt. 2000-ben tagja volt az FTC bajnokcsapatának. 2002-ben és 2003-ban a legjobb utánpótlás játékosoknak járó díjakat is elnyerte. 2001 és 2003 között három utánpótlás világversenyen nyert érmet. 19 évesen az olasz Florentiához igazolt. Itt két évet töltött el és a csapata legeredményesebb játékosa volt.
2005-ben hazatért és a Szegedhez igazolt. Bekerült a válogatottba is. Tagja volt a Világliga ezüstérmes csapatnak. A következő szezont a Vasasban töltötte. A belgrádi Eb-n második a magyar bajnokságban első helyezett volt, a vb csapatból kimaradt. Ezután egy szezonra ismét a Florentia játékosa lett. 2008 májusában a Vasas játékosa lett. Ezt követően tagja volt az Eb harmadik és az olimpiai bajnok válogatott csapatnak.
2009-ben magyar bajnok volt. A vb-n ötödik helyen végzett a válogatottal. 2010-ben ismét magyar bajnok lett. Júniusban Egerbe igazolt. A zágrábi Eb-n negyedik helyezett volt. 2011-ben új csapatával is magyar bajnokságot nyert. A világbajnokságon negyedik helyezést ért el. 2012-ben a magyar bajnokságban ezüstérmet szerzett. Az olimpián ötödik, az Európa-bajnokságon negyedik lett. A 2012-2013-as szezont új klubjában, a Szolnokban kezdte meg. 2013-ban a válogatottal döntős volt a Világligában és világbajnok lett Barcelonában. 2014-ben klubjával a dobogó második fokára állhatott, majd ismét az Egerhez igazolt. A válogatott tagjaként megismételte tavalyi teljesítményét és döntős volt a Világligában, megnyerte a Németország Kupát és ezüstérmet szerzett a Budapesten rendezett Európa-bajnokságon.
2020 nyarán a Bp. Honvédhoz igazolt.
2020-ban Európa-bajnok, 2021-ben olimpiai bronzérmes lett a válogatottal. Az olimpiai torna után bejelentette, hogy válogatott csapatban nem szerepel többet.

## Eredményei
Hazai
- Magyar bajnokság (OB I)
  - Bajnok (5): 2000 – FTC-Thomas Jeans, 2007, 2009, 2010 – TEVA-VasasPlaket, 2011 – ZF-Eger
  - Ezüstérmes (5): 2012 – ZF-Eger; 2013, 2014, 2016, 2017
  - Bronzérmes (5): 2002, 2003 – FTC-VMAX; 2015, 2018, 2023

- Magyar Kupa
  - Győztes (1): 2009 – TEVA-VasasPlaket
  - Ezüstérmes (3): 2002 – FTC-VMAX, 2006, 2008 – TEVA-VasasPlaket, 2010 – ZF-Eger

Nemzetközi
- Olimpiai 
  - aranyérmes (Peking, 2008)
  - bronzérmes (Tokió, 2020)
- Európa-bajnokság
  - Aranyérmes (1): (2020)
  - Ezüstérmes (2): (Belgrád, 2006, Budapest, 2014)
  - Bronzérmes (3): (Málaga, 2008, Eindhoven, 2008, 2016)
- Világliga ezüstérmes (Belgrád, 2005, Cseljabinszk, 2013, Dubaj, 2014)
- Ifjúsági Európa-bajnok (Lünen, 2001)
- Junior világbajnoki ezüstérmes (Nápoly, 2003)
- Junior Európa-bajnoki ezüstérmes (Bari, 2002)

## Díjai, elismerései
- Szalay Iván-díj (az év reménysége) (2002)
- Az év utánpótláskorú játékosa (2003)
- A Magyar Köztársasági Érdemrend tisztikeresztje (2008)
- Az Év Magyar Csapatának a tagja (2008)
- Miniszteri elismerő oklevél (2012)
- Az év magyar vízilabdázója (2020)[5]
- A Magyar Érdemrend középkeresztje (2021)[6]

## Családja
Párja 2009 óta Dammak Jázmin egykori szépségkirálynő. Fiuk Zalán (2013), lányuk Szonja (2017).